# 黄埠乡
黄埠乡，是中华人民共和国福建省三明市建宁县下辖的一个乡。

## 行政区划
黄埠乡下辖以下地区：
桂阳村、陈余村、大余村、黄埠村、竹薮村、友兰村、封头村、罗源村、山下村和贤河村。